# ダニエル・バーナム
ダニエル・ハドソン・バーナム（Daniel Hudson Burnham, 1846年9月4日 - 1912年6月1日）はアメリカ合衆国の建築家、都市計画家。シカゴ万博総指揮者であり、ニューヨークのフラットアイアンビルディングや、ワシントンD.C.のユニオン駅など、著名な作品を数多く残している。

## 生涯
ニューヨーク州ヘンダーソンに生まれ、イリノイ州シカゴで育つ。両親によって、新エルサレム教会（新教会）スヴェーデンボリ派に基づく教育を施されたバーナムは、人は他者に奉仕すべきであるとの強い信念を持つに至る。
ハーバード大学、イエール大学の入学試験に両方とも不合格となった後、ウィリアム・ル・バロン・ジェニーのもとで製図士として働いた。26歳の時、シカゴのカーター・ドレイク・アンド・ライト事務所に移籍、後のパートナーであるジョン・ウェルボーン・ルートと出会う。 二人が設立したバーナム・アンド・ルート事務所は、アメリカにおいて超高層建築を手掛ける建築設計事務所のさきがけであり、彼らの設計で1892年に建てられた、シカゴのメゾニック・テンプル・ビル (en) は、21階建、高さ92mにおよぶ当時世界でも屈指の高さの建物であった（1939年解体、現存せず）。ルートの影響を受けながら、二人の事務所は近代的な建築を設計し続け、シカゴ派の一角を担うことになる。しかし、1891年、ルートが肺炎によって早すぎる死を迎えると、バーナムは事務所をD.H. Burnham & Companyと改称し、独自の道を歩み始めることになる。

### シカゴ万博
バーナムとルートは、コロンブスのアメリカ大陸の発見400周年を記念して行われる当時としては過去最大の万国博覧会、シカゴ万博の、建設現場管理を任される。会場となるミシガン南湖畔のジャクソンパークは、当時まだ荒地であった。バーナムをはじめ、フレデリック・ロー・オルムステッド、チャールズ・マッキム、そしてルイス・サリヴァンといった、著名な建築家、ランドスケープアーキテクトが全米から集められた。ルートの案は、モダンで色彩豊かなものであったが、彼の死によって白一色の新古典主義建築へと方針は急転換した。バーナムの指揮のもと、万博は世界的な金融パニックという資金的問題、あまりに厳しいタイムスケジュールなど数々のハードルを乗り越え、無事開催に漕ぎ着けた。
アメリカ国内では初の総合的な都市計画であるメイン会場は、広い大通りを有し、古典主義的デザインのファサードで囲まれ、緑豊かな庭園が設けられた。会場は「ホワイト・シティ」と呼ばれ、これにより、モニュメンタルで理性的なボザール様式による新古典主義建築が世に広まることになった。全米中の建築主たちは、似たようなデザインを自分の建物にも取り入れるよう、すぐに建築家に依頼したのである。

### 都市計画
バーナムと、アシスタントのエドワード・H・ベネットは、シカゴの将来像を描いた「The Plan of Chicago」の計画を1906年に開始し、1909年に出版した。これは、アメリカの都市の成長をコントロールしようとする初の包括的計画であり、都市美運動へとつながっていくことになる。この計画には、湖畔や河岸の開発や、公園からの徒歩圏内への人口集中など、意欲的な提案が多く含まれていた。シカゴ商業クラブの資金提供を受け、バーナムは自身の理想を追求たのである。2008年の International Planning History Society 学会はこれを記念するものである。
万博会場での計画を踏まえてバーナムが思い描いた計画は、ドームを持つ庁舎を中心に放射状に大通りが広がり、フランス風の公共建築と噴水が彩るというものであったため、「Paris on the Prairie（アメリカの大草原にあるパリ）」と揶揄されたが、この計画は予想外の都市の成長をコントロールしうる、都市計画の規範ともいうべき内容であった。
バーナムの都市計画はシカゴだけにとどまらず、クリーブランド、サンフランシスコ、ワシントンD.C.、フィリピンのマニラやバギオといった各都市の計画も描いており、「The Plan of Chicago」の中にその詳細を見ることができる。マニラの計画は、海岸沿いの大通りだけではあるが、ディウェイ大通り（現ロハス大通り）として実現された。
バーナムの作品の多くは、ギリシャやローマに範をとった新古典主義建築である。シカゴ派最大の建築家の一人、ルイス・サリヴァンは、1924年に出版された自伝の中で、歴史主義に頼り切って独自性を欠くとしてバーナムを激しく非難した。サリヴァンは、万国博覧会の新古典主義作品を指して、「この国の建築を50年遅らしめた。」と主張したが、アメリカの実業界はサリヴァンとは考えを異にした。
「少なからず計画は必要だ。人を興奮させる魔力はおろか、実現する可能性すらないとしても」とバーナムは言ったといわれる。これは、バーナムの精神を端的に表したものだといえる。
バーナムは、20世紀のアメリカにおける卓越した建築家として、多大な影響力を持った。彼はその生涯の中でアメリカ建築家協会（AIA)の会長を二度務めるなど、数々の役職を歴任した。1912年、ドイツのハイデルベルクで死去したときには、バーナムの事務所は世界最大の設計事務所となっていた。偉大な建築家、フランク・ロイド・ライトは、「（バーナムは、）巨大な建設計画の推進者として、その方法、人の使い方を熟知していた。彼のパワフルな人間性は、驚嘆に値する。（抄訳）」と賛辞を贈っている。バーナムの事務所は今日も継続しており、1917年以降は、「Graham, Anderson, Probst & White」の名で活動している。
バーナムの都市計画に対する精神に敬意を表す意味もあり、彼が最後に休憩を取ったグレースランド墓地は、シカゴのアップタウンにあってまわりの高層建築に囲まれる形で残されている。彼の残した公私にわたる文書の数々は、ライアーソン・アンド・バーナム・アーカイヴスとして、シカゴ美術館に残されている。また、彼の業績をたたえ、アメリカ都市計画協会は、総合的都市計画に対して毎年贈られる賞に「ダニエル・バーナム賞」の名を冠している。

## 代表作
（都市計画）
- サンフランシスコ（実業団体からの依頼、1905年）
- マニラ（連邦政府からの依頼、1905年）
- バギオ（FGからの依頼、1908年）
- シカゴ（実業団体からの依頼、1909年）

（建築）

### シカゴ
- ユニオン・ストック・ヤード・ゲート
- ケント邸
- ルーカリービル
- モナドノックビル（北棟）
- リライアンスビル（1894年）　カーテンウォール構法が導入された[3]。
- フィッシャービル
- ヘイワースビル
- シンフォニーセンター・オーケストラホール

### ワシントンD.C.
- ユニオン駅 (ワシントンD.C.)
- ポスタルスクエアビル

### その他
- フラットアイアンビル （ニューヨーク）
- ユニオンステーション（コロンバス）
- ユニオン駅（ピッツバーグ）

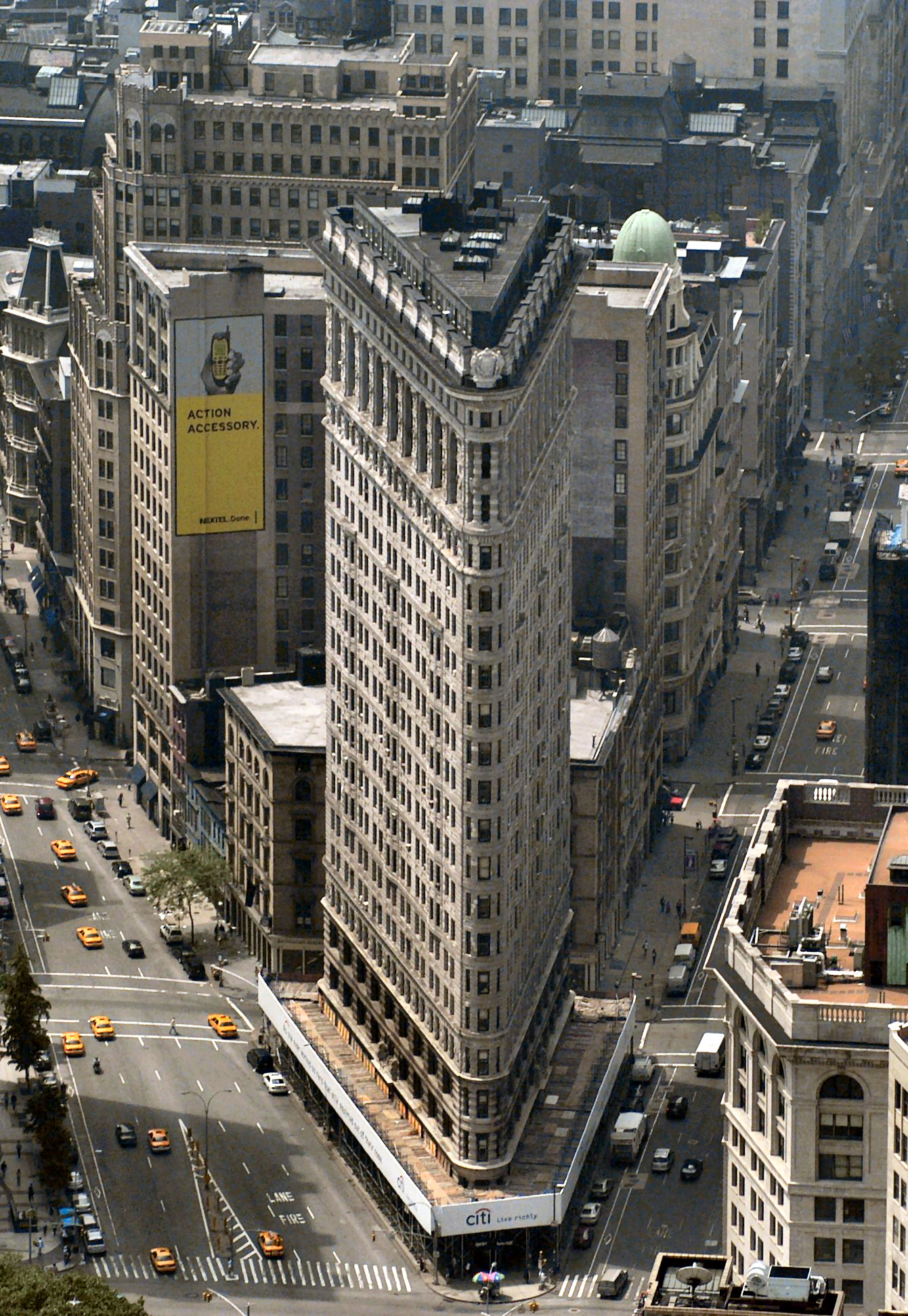
フラットアイアンビル

- ヘンリー・W・オリバービル　（1910年　ピッツバーグ）
- ダイムビル（デトロイト）
- フォードビル（デトロイト）
- デイビッド・ホイットニービル（デトロイト）
- マジェスティックビル（デトロイト）
- ウャンドッテビル（コロンバス）
- ペンシルバニア鉄道ビル（インディアナ州リッチモンド）
- グループ・プラン（クリーブランド）アーノルド・ブラナーおよびジョン・キャレールとの協同。
- ユニオン駅（エルパソ）